# Toni Ebner

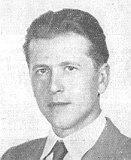
Toni Ebner

Antonio Ebner, más conocido como Toni Ebner (Aldino, 22 de diciembre de 1918 — Bolzano, 13 de diciembre de 1981) fue un político, editor y periodista italiano de habla alemana.

## Biografía
Licenciado en derecho por la Universidad de Bolonia en 1943, un año después contrajo matrimonio con Martha Flies, nieta del canónigo Michael Gamper, propietario de la editorial Athesia y del diario local Dolomiten. Desde entonces, colaboró con la resistencia antifascista siendo él uno de los líderes. A mitad de la década de 1940, Ebner estuvo entre los principales fundadores del Partido Popular Sudtirolés, del que fue secretario hasta 1957, cuando Silvius Magnago le sustituyó. También había sido elegido Diputado en las elecciones legislativas italianas de 1948, y durante ese tiempo fue nombrado secretario de la presidencia. Más tarde, sería reelegido en las elecciones de 1953 y 1958. Por otra parte, durante tres años (1961-1964) fue jefe del grupo municipal del partido político en Bolzano.
Antes de la muerte de Gamper, que falleció en 1956, Ebner fue nombrado, en 1951, director de Athesia, y en 1964 abandonó la política para dedicarse a la dirección de Dolomiten. El 2 de octubre de 1981 fue investido miembro del Consejo de Estado de Italia, pero murió poco después de ocupar el cargo.